# Margit Walsø

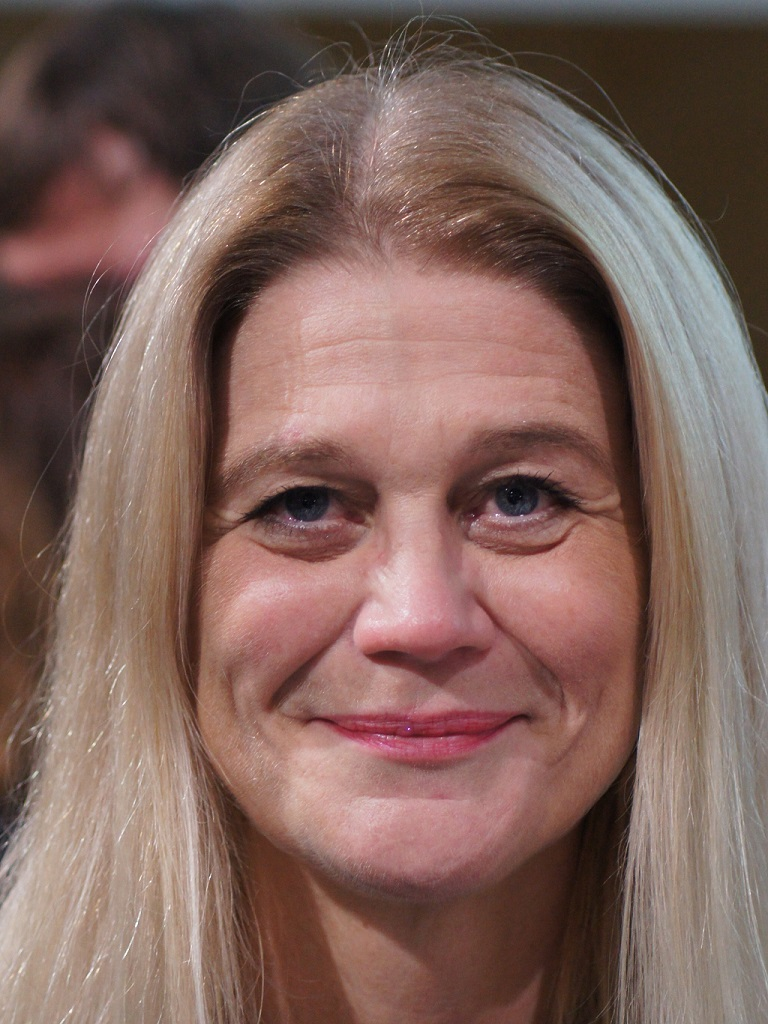
Margit Walsø (2019)

Margit Walsø (* 11. Januar 1968) ist eine norwegische Schriftstellerin, Verlegerin und Kuratorin. Als Direktorin von NORLA, dem Zentrum für norwegische Belletristik und Fachliteratur im Ausland, war sie 2019 für den Buchmessen-Auftritt „Partnerland Norwegen“ in Frankfurt verantwortlich.
Walsø stammt aus Sunndalsøra (Kommune Sunndal) und studierte an der Universität Oslo. Sie war mehr als zwölf Jahre Redakteurin und später Verlagsleiterin von Det Norske Samlaget, bis sie 2011 als Direktorin zu NORLA wechselte.
Walsø debütierte 2005 mit dem Roman Kjære Voltaire (deutsch Geliebter Voltaire). Ihre Romane wurden auch in die polnische und türkische Sprache übersetzt.

## Werke (Auswahl)
- Kjære Voltaire. Roman, Gyldendal, 2007. – Deutsch: Geliebter Voltaire. DTV, München 2009. – Türkisch: Sevgılı Voltaire. 2014.
- Dronningens løfte. Roman, Schibsted, 2014.
- Parfymeorgelet. Roman, Vigmostad & Bjørke, 2018. – Polnisch: Perfumiarka. Kraków 2019.